# پاوو بروژک
پاول بروژک (به لهستانی: Paweł Łukasz Brożek) (زاده ۲۱ آوریل ۱۹۸۳) بازیکن فوتبال اهل کشور لهستان است.
وی سابقه ۳۴ بازی و ۸ گل ملی برای تیم ملی فوتبال لهستان در کارنامه دارد، همچنین پست تخصصی او، مهاجم است.